# Heffler Tibor
Heffler Tibor (Dunaújváros, 1987. május 17. –) magyar labdarúgó, posztját tekintve középpályás. 2022-borászkodás a fő profil.
Heffler Borászat.

## Pályafutása

### A Paksi FC-ben
A Dunaferr SE utánpótlásában nevelkedett, innen igazolt 2004-ben a Paksi FC csapatához, amellyel 2006-ban megnyerte a másodosztályt.
Először első osztályú mérkőzésen 2006. augusztus 27-én lépett pályára az FC Fehérvár ellen 2–0-ra elvesztett bajnokin.
A középcsapatnak számító Paksban alapemberré vált, 2008 nyarán a DVSC is szerette volna leigazolni, de végül nem jött létre az üzlet.
2010. március 27-én játszotta századik NB I-es mérkőzését, amelyen a Paks fogadta a Kaposvárt és 1–1-es döntetlennel ért véget.
2010. június 24-én bejelentették, hogy paksi szerződése lejárta után szóban megállapodott a vezetőkkel és az Újpest FC-hez szerződik. Másnap felmondta az egyezséget. A kis közjáték után újabb 3 éves szerződést írt alá a Paksi FC-hez.

### A Videotonban
2014. augusztus 29-én szerződött új egyesületéhez. Haraszti Zsoltért cserébe került a Videoton FC-hez.

### Ceglédi VSE
2017 október 12-én szabadon igazolható játékosként írt alá a másodosztályú Ceglédi VSE csapatához.

### Budapest Honvéd
2018 januárjában aláírt a bajnoki címvédő Budapest Honvéd csapatához. Másfél szezon alatt 45 bajnokin kapott lehetőséget a csapatban, gólt nem szerzett. 2019. augusztus 31-én felbontották a szerződését.

### Ajka
2019 szeptemberében a másodosztályú Ajka játékosa lett, aminek mai napig csapatkapitánya.

## A válogatottban
Többszörös utánpótlás válogatott. A felnőtt válogatottban 2014 június 4-én Albánia ellen debütált.

## Sikerei, díjai
Videoton FC 2015. Magyar bajnok, 
Videoton FC 2016. Magyar bajnokság 2. hely
Puskás Akadémia FC Magyar másodosztály bajnok
Paksi FC
- Ligakupa-döntős: 2010
- Magyar másodosztály: bajnok, 2006

## Statisztika

### Mérkőzései a válogatottban
| Magyarország | Magyarország    | Magyarország                    | Magyarország | Magyarország | Magyarország | Magyarország | Magyarország | Magyarország |
| #            | Dátum           | Helyszín                        | Hazai        | Eredmény     | Vendég       | Kiírás       | Gólok        | Esemény      |
| ------------ | --------------- | ------------------------------- | ------------ | ------------ | ------------ | ------------ | ------------ | ------------ |
| 1.           | 2014. június 4. | Budapest, Puskás Ferenc Stadion | Magyarország | 1 – 0        | Albánia      | barátságos   | -            |              |
| 2.           | 2014. június 7. | Budapest, Puskás Ferenc Stadion | Magyarország | 3 – 0        | Kazahsztán   | barátságos   | -            |              |
|              | Összesen        |                                 |              | 2            | mérkőzés     |              | 0            | gól          |